# Werewolf: The Apocalypse - Earthblood
Werewolf: The Apocalypse - Earthblood (ou simplement Earthblood) est un jeu d'action-RPG à la troisième personne développé par Cyanide et édité par Nacon. L'univers du jeu prend place dans le Monde des ténèbres de White Wolf Publishing et est basé sur le jeu de rôle sur table Loup-garou : L'Apocalypse. Le jeu est sorti le 4 février 2021 sur PC (Windows), PlayStation 4 et Xbox One.
L'intrigue met en scène le personnage nommé Cahal, un loup-garou éco-terroriste banni de son clan, luttant contre la société Pentex dirigée par un vampire, et la pollution qu'elle provoque. Le joueur dirige son avatar à travers des zones du nord-Ouest des États-Unis et peut se transformer en loup, en humain ou en loup-garou, pour effectuer diverses tâches, telles que l'exploration, le combat ou le dialogue.

## Trame

### Univers et contexte
Earthblood se déroule dans le Monde des ténèbres et prend place dans le nord-Ouest des États-Unis, où des êtres surnaturels, tels que des vampires et des loups-garous, luttent secrètement pour le pouvoir,,. Le monde est gouverné par trois entités : Le Kaos (Wyld), une force créatrice chaotique qui crée la vie et supervise la nature, le Tisserand (Weaver), qui orbite autour de Gaïa, organise la Terre et tente de contenir l'expansion humaine en dépit du fait qu'elle soit devenue trop difficile à gérer, et le Ver (Wyrm), qui existait à l'origine comme une force d'équilibre entre le Kaos et le Tisserand, mais qui comme un trou noir, tente de tout détruire en raison de la taille du Tisserand, et qui corrompt facilement les humains.
Le jeu se concentre sur les loups-garous, connus sous le nom de Garou, dont la nation se compose de treize tribus,,. Alors que les vampires s'intègrent aux sociétés humaines urbaines, les loups-garous sont des reclus qui vivent dans la nature, et sont décrits comme le « système immunitaire de la planète », œuvrant pour la protection de la nature. Différents clans ont des points de vue différents sur la manière d'atteindre cet objectif et sur la manière de traiter avec l'humanité. Par exemple, les Marcheurs sur Verre (Glass Walkers) pensent que l'humanité peut résoudre les problèmes environnementaux en utilisant la technologie. Les Furies Noires (Black Furies) luttent pour le féminisme, les droits des femmes et l'égalité des sexes Les Rongeurs d'Os (Bone Gnawers) se soucient de la classe sociale et se battent pour les peuples économiquement opprimés; et les Fils de Fenris (Get of Fenris) voudraient faire la guerre à l'humanité,. En raison de leurs perspectives différentes, il y a beaucoup de querelles internes entre les clans. 

### Synopsis
Earthblood met en scène les aventures du loup-garou nommé Cahal, en exil volontaire de sa tribu, celle des loups-garous irlandais Fianna. Cependant, il revient pour la protéger et maîtriser sa rage lorsque sa fille rencontre des problèmes. Dans sa quête de rédemption, il participe à la Grande Guerre des Garou pour lutter contre la puissante l'entreprise Pentex gérée par des vampires, source de pollution et de problèmes environnementaux,,,, qui sert sciemment le Ver (Wyrm) pour puiser dans son pouvoir.

## Système de jeu
Werewolf: The Apocalypse - Earthblood est un jeu d'action-RPG affiché à la troisième personne dans lequel un joueur incarne un loup-garou éco-terroriste,,. Le joueur dirige son avatar à travers divers zones du nord-Ouest des États-Unis, représentés sous la forme de grands overworlds. Dans ces zones, le joueur remplit de missions qui peuvent avoir des conséquences sur le monde du jeu, notamment le déverrouillage de certaines quêtes secondaires. Dans cet univers figure également Penumbra, un lieu situé entre le monde physique et le monde des esprits, dans lequel le joueur peut obtenir des quêtes secondaires ou des défis du Grand Esprit de la Cascade, qui le récompense en complétant l'univers, par exemple en ouvrant des raccourcis entre zones.
Le loup-garou est un métamorphe qui peut prendre la forme d'un loup et d'un humain, en plus de sa forme de loup-garou, chaque forme possédant sa propre mécanique de jeu. La forme du loup est utilisée pour l'exploration, le pistage, l'espionnage et la furtivité, ainsi que dans le but de pénétrer des passages étroits. La forme humaine est utilisée pour des interactions avec l'univers ou les autres personnages, par exemple l'utilisation de machines et la conversation avec des personnes. La forme de loup-garou est utilisée pour le combat. Sous forme humaine, les autres personnages ne sont pas conscients que le personnage du joueur est un loup-garou, ce qui permet au joueur d'évoluer en toute discrétion. Le joueur développe les caractéristiques du loup-garou via un arbre de compétences, dans lequel il peut choisir entre différents archétypes liés à différentes forces et faiblesses. Le joueur a également accès à divers bonus surnaturels tirés de la nature.
Le gameplay implique la gestion de la rage du personnage joueur. La rage du loup-garou augmente à mesure qu'il découvre les problèmes que les humains ont causés, tels que la pollution et la cupidité. Si le joueur laisse déborder la colère du loup-garou, celui-ci entre dans un état de frénésie et devient une bête violente et monstrueuse. En état de frénésie, le loup-garou est plus puissant, mais a plus de difficulté à analyser des informations, par exemple si un personnage est un ennemi ou un innocent, et attire l'attention de ses ennemis. Le seul moyen de se sortir d'un état de frénésie est de tuer tous ceux qui sont présents, qu'ils soient ennemis ou non.

## Développement
Werewolf: The Apocalypse - Earthblood est développé par Cyanide avec le moteur de jeu Unreal Engine 4,, avec la coopération de White Wolf Publishing, dans l'optique que le jeu reste fidèle au jeu dont il s'inspire, Loup-garou : L'Apocalypse. Le jeu est réalisé par Julien Desourteaux, avec Martin Ericsson en tant que scénariste principal. Toute l'équipe de conception de niveau de Styx: Shards of Darkness, le jeu précédent de Cyanide, travaille également sur Earthblood. Selon Desourteaux, de nombreux éléments sont transférés de Shards of Darkness à Earthblood, bien qu'ils aient dû développer un système de combat à partir de zéro.
Avant le début du développement du jeu, les développeurs ont envisagé différents genres pour une adaptation de Loup-garou : L'Apocalypse, comme un jeu de combat ou un jeu de rôle affiché en 3D isométrique, avant de choisir le jeu d'action-RPG. Les premières questions constituant la base du jeu que l'équipe se pose sont : « Quand le joueur [(son avatar)] sera-t-il en colère ? Quand utilisera-t-il la violence ? Quand en aura-t-il assez ? ». Et : « quel est le prix à payer pour changer le monde avec la violence ? ». L'équipe voulait éviter de donner des réponses considérées comme correctes, et voulait laisser le joueur y penser par lui-même et trouver des réponses. Selon Desourteaux, cette question de gestion de la rage est le thème principal du jeu. Une branche annexe du scénario est envisagée pour faciliter l'exploration de ces questions, mais les développeurs choisissent finalement une histoire en grande partie linéaire avec des branches mineures. Ericsson décrit le jeu comme étant fortement axé sur son récit, et avec un protagoniste défini et une histoire fixe sur des thèmes tels que la famille, la séparation, le cynisme et l'idéalisme.
La pré-production du jeu commence vers la fin 2016, après l'achat de White Wolf par Paradox Interactive en fin 2015. Le jeu est publiquement annoncé en janvier 2017. Le jeu devait initialement être publié par Focus Home Interactive, mais l'éditeur est remplacé par Bigben Interactive en 2018 à la suite de son rachat de Cyanide,. Earthblood est présenté pour la première fois lors de l'E3 2019 à Los Angeles en juin 2019.
La sortie du jeu est initialement prévue pour 2020 sur PC (Windows), PlayStation 4 et Xbox One,.

## Accueil
Lors de sa présentation lors de l'E3 2019, Earthblood est bien accueilli, les critiques appréciant les combats, la gestion de la rage et le changement de forme libre,,. Le magazine Paste le considère comme son meilleur jeu du salon et The Washington Post le qualifie de « l'un des jeux « sous le radar » de l'E3 2019 qui mérite qu'on soit excité pour lui »,.